# Quentalia tremulans
Quentalia tremulans är en fjärilsart som beskrevs av William Schaus 1920. Quentalia tremulans ingår i släktet Quentalia och familjen silkesspinnare. Inga underarter finns listade.